# Отказанная обратная городская партия
Отка́занная обра́тная городска́я па́ртия — дебют в русских шашках. Табия дебюта возникает после ходов 1.cb4 fe5 2.ef4 ba5 См. рис. Название дебюта по характеристике игры — отказ от развития в дебют обратная городская партия, который представляет собой городскую партию, разыгранную черными (обратная) (но с минус один темпом, поскольку игру начинают белые).
3.bc5 4.d:b4 a:c5 Постановка кола невыгодна белым. 4... сb6 5.f:d4 b:d4 Черные уничтожают коловую шашку. 6.dc3 (6.de3)  6...  e:c5  7.c:e5  У белых появляется изолированная шашка e5, которая создает предпосылки для окружения центра белых.
3.fe3 a:c3 4.b:f6  4... g:e5 Черные пытаются захватить центр, но это им не удается сделать. 5.ab4 ( 5.ab2  Ввод в игру отсталой шашки a1 дает белым возможность развить свой левый фланг.) 5... ef6  (Ввод в игру отсталой шашки 5... hg7 дает возможность белым получить контроль над центром.) 6.ab2  fg5  7.gh4 e:g3 8.h:f2=. 4... e:g5 5.ab4 (5. ab2) 5.gh4=.
3.de3 Загромождает правый фланг белых. 3...a:c3 4.b:f6 g:e5 (4... e:g5) 5.ab2 (5.ab4) 5... ab6 6.ab4 ba5 7 ab4 cb6 8.cd4 e:c3 9.b:d2  Белые постепенно уравнивают игру .
3.bc3 Добровольная связка белыми своего правого фланга передает инициативу противнику. 3... ab6 (3... ef6, 3... cb6 4.fe3 gf6 4... bc5) 4.fe3 и 4.de3.

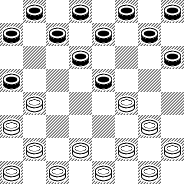

Одна из самых известных партий в этом дебюте сыграна на XI чемпионате СССР, Москва,1949 год.
Лев Рамм — Михаил Коган
1.c3-b4 f6-e5 2.e3-f4 b6-a5 3.d2-e3 a5:c3 4.b2:f6 g7:e5 5.a1-b2 a7-b6 6.b2-c3 b6-a5 7.a3-b4 c7-b6 8. c3-d4 e5:c3 9. b4:d2 d6-c5 10. g3-h4 a5-b4 11. f4-e5 b6-a5 12.f2-g3 b4-a3 13. g3-f4 c5-b4 14. d2-c3 b4:d2 15. e1:c3 f8-g7 16. h2-g3 e7-f6 17. e3-d4 d8-c7 18. g1-f2 c7-b6 19. h4-g5 f6:h4 20. e5-f6 g7:e5 21. d4:f6 b6-c5 22.c1-d2 b8-c7 23.f4-e5 c5-d4 24.g3-f4 d4:b2 25.d2-c3 b2:d4 26.e5:c3 c7-d6 27.f2-e3 d6-c5+
Знаменитый шашечный журналист Борис Фельдман писал: «в данной партии белые совершенно логично пожертвовали шашку ради занятия поля f6. Каким мужеством надо обладать черным, чтобы „танцевать на лезвии ножа“, как далеко считать, чтобы преградить путь в дамки далеко выдвинутой шашке соперника».